# Szymon Winawer
Szymon Winawer, im Deutschen Simon Winawer genannt, (* 6. März 1838 in Warschau; † 29. November 1919 ebenda) war ein polnischer Schachspieler.

## Leben
Winawer kam 1838 in Warschau als Sohn eines sehr wohlhabenden jüdischen Wodkafabrikanten zur Welt. Er hatte neun Brüder und eine Schwester. Seine Leidenschaft für Schach entwickelte er frühzeitig in den Warschauer Cafés, wo auch der russische Meisterspieler Alexander Petrow auf ihn aufmerksam wurde und ihm eine glänzende Zukunft prophezeite. Als Winawer 1867 in Paris das erste Mal an einem internationalen Turnier teilnahm, errang er auf Anhieb den 2. Preis von 800 Francs, hinter Baron Ignaz von Kolisch, aber noch vor Spielern wie Wilhelm Steinitz und Gustav Neumann. Angeblich reiste er aus geschäftlichen Gründen nach Paris, wo er bloß zufällig auch Gelegenheit zum Schachspielen fand.
Im Jahre 1868 wurde in Warschau erstmals ein nationales Turnier mit 23 Teilnehmern ausgetragen, das er wie erwartet gewann. Sein großer Erfolg bewegte Winawer dazu, von da an regelmäßig an allen großen Schachturnieren seiner Zeit teilzunehmen. In den 1870er und 1880er Jahren galt er als einer der führenden Spieler der Welt. Nach 1883 nahm er eine beinahe zehnjährige Schachpause, um sich seinem Geschäft zu widmen. Als er als 55-Jähriger wieder ans Schachbrett trat, gelang es ihm nicht mehr, an seine erfolgreiche Zeit als Welt-Spitzenspieler anzuknüpfen. Sein letztes Turnier spielte er in Monte Carlo 1901. Seine größten Erfolge sind die Turniersiege von Sankt Petersburg 1875, Paris 1878, Wien 1882 und Nürnberg 1883. Seine beste historische Elo-Zahl von 2708 erreichte er im April 1883. Demnach lag er insgesamt über ein Jahr auf Platz zwei der Weltrangliste.

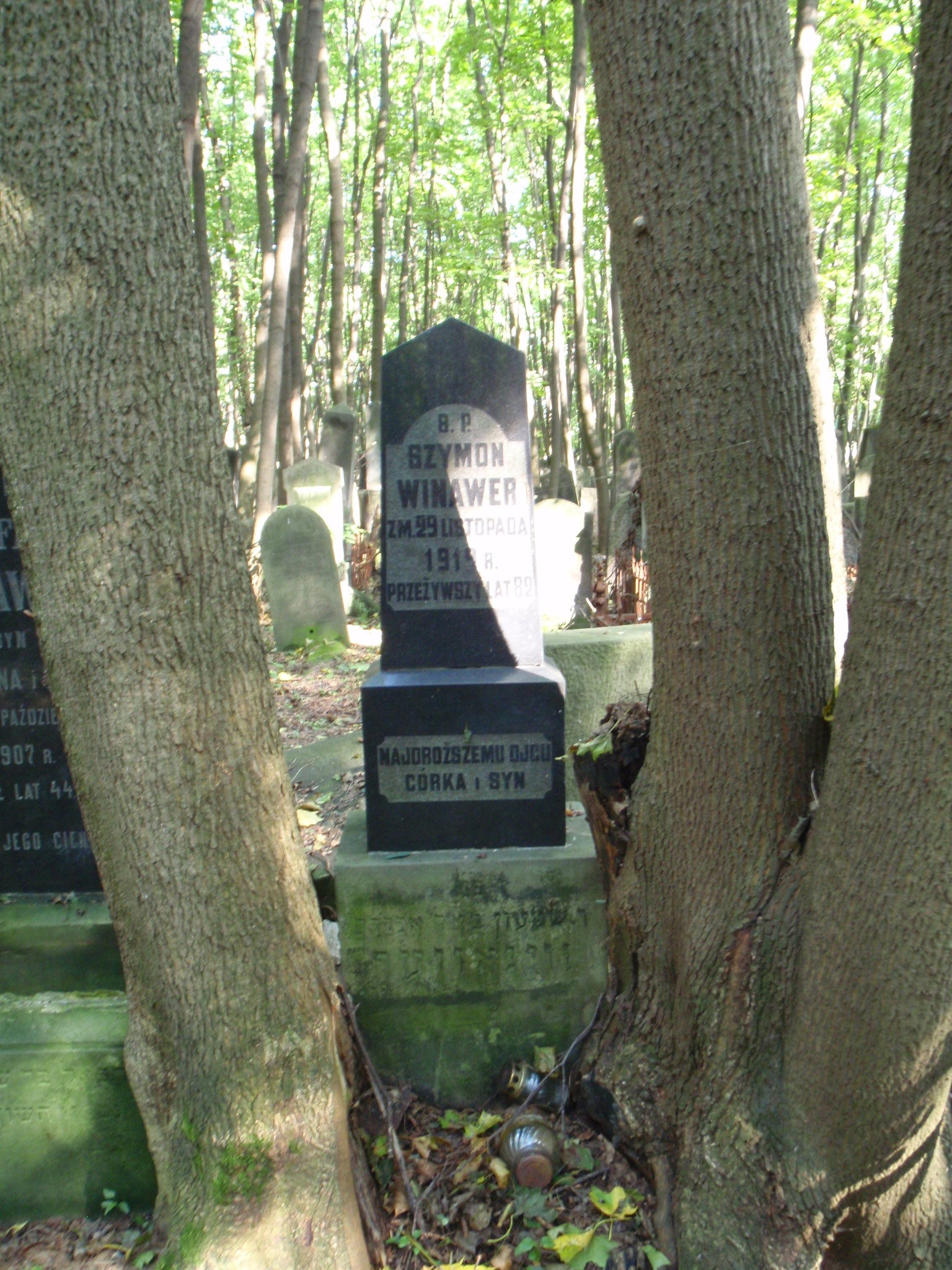
Winawers Grab in Warschau

Während seines Aufenthaltes in St. Petersburg 1875 gewann er auch einen Wettkampf gegen Ilja Schumow mit 5:2. In St. Petersburg traf er auch auf Michail Tschigorin, der damals noch das Niveau eines Caféhausspielers hatte. Das gemeinsame Training war für beide fruchtbar. Winawer trat, obwohl er behauptete, niemals ein Schachbuch gelesen zu haben, als ein bedeutender Schachtheoretiker in Erscheinung. Nach ihm und Aaron Nimzowitsch ist eine der meistgespielten Varianten in der Französischen Verteidigung benannt: die Winawer-Variante nach 1. e2–e4 e7–e6 2. d2–d4 d7–d5 3. Sb1–c3 Lf8–b4, welche er im Turnier von London 1883 mehrfach anwandte. Auch in der Slawischen Verteidigung des Damengambites hat Winawer Spuren hinterlassen: 1. d2–d4 d7–d5 2. c2–c4 c7–c6 3. Sb1–c3 e7–e5 (das Winawer-Gambit). Zu einer Zeit, als der Staat Polen nicht existierte und Warschau als Teil Kongresspolens zum Russischen Reich gehörte, bestand Winawer bei seinen Turnierteilnahmen darauf, als Pole und Vertreter Warschaus angesehen zu werden. Er starb im Alter von 81 Jahren in seiner Heimatstadt.

## Sonstiges
Paulin Frydman, der Sohn einer Schwester von Winawer, wurde in den 1920er und 1930er Jahren ebenfalls ein führender polnischer Schachmeister, der im Jahre 1955 von der FIDE den Titel Internationaler Meister verliehen bekam.